# Lúcio de Castro
Lúcio de Castro, född 1 oktober 1910, död 20 maj 2004, var en friidrottare från Brasilien. Han deltog vid olympiska sommarspelen 1932.